# حصار ثيوداد رودريغو (1812)
وقع حصار ثيوداد رودريغو (7 يناير - 20 يناير سنة 1812) حين طوَّقت قوات الجيش البريطاني البرتغالي الواقعة تحت أمرة الفيكونت ويلينغتون الحامية الفرنسية المتمركزة في المدينة، والتي كانت واقعة تحت أمرة العميد جان ليونار باريه. استطاعت قوات ويلينغتون اقتحام الحصن في مساء يوم 19 يناير عام 1812، وذلك بعد نجاحهم في تفجير ثغرتين في الجدران باستعمال المدفعية الثقيلة البريطانية التي كانت بحوزتهم. انخرطت القوات البريطانية في أعمال عنف استمرت لعدة ساعات بعد اقتحامهم المدينة قبل أن يتم استعادة النظام. تكبد جيش ويلينغتون خسائر بلغت نحو 1,700 رجل. أدى سقوط الحصن من الناحية الإستراتيجية إلى فتح البوابة الشمالية المؤدية إلى المناطق الإسبانية الواقعة تحت الهيمنة الفرنسية عن طريق الأراضي البرتغالية الواقعة تحت سيطرة بريطانيا. يجدر الإشارة إلى وقوع حصار سابق للمدينة في عام 1810؛ حين تمكن الفرنسيون من هزيمة القوات الإسبانية وبسط سيطرتهم عليها.

## الخلفية
بدأت حملة الحلفاء العسكرية في إسبانيا بحصار ثيوداد رودريغو.

## العمليات التحضيرية
كجزء من إستراتيجيته في إسبانيا، أوعز نابليون للمارشال أوغست مارمون بإرسال عشرة آلاف جندي لمساعدة قوات المارشال لويس سوشيه في السيطرة على مدينة بلنسية. كذلك أوعز نابليون بإرسال أربعة آلاف جندي آخر لتعزيز الاحتياطي المركزي. تحرك ويلينغتون نحو ثيوداد رودريغو مجتازًا عاصفة ثلجية سيئة، وجاء ذلك حين بلغه نبأ إرسال مارمون لقوات صوب الشرق، ووصل ويلينغتون إلى المنطقة في يوم 6 يناير. سرعان ما تفقد الأخير المناطق المحيطة بالمدينة خلال صباح اليوم التالي برفقة كبير المهندسين المقدم فليتشر.
كان ثيوداد رودريغو حصنًا من الدرجة الثانية. وكان يبلغ ارتفاع جداره الرئيسي 9.8 أمتار (32 قدم).

## الهجوم
كلفت الفرقة الثالثة الواقعة تحت قيادة اللواء توماس بيكتون بشن الهجوم على الثغرة الأكبر من جهة الشمال الغربي، في حين أرسلت الفرقة الخفيفة الواقعة تحت قيادة روبرت كرافورد لمهاجمة الثغرة الأصغر شمالًا. لعبت الهجمات التضليلية التي شنتها الكتيبة البرتغالية بقيادة دينيس باك دورًا في التحقق من دفاعات العدو الموجودة عند بوابة سان بيلايو شرقًا وعبر نهر أغويدا جنوبًا. أراد ويلينغتون استخدام 10,700 رجلًا في هجومه.
بدأ الهجوم في تمام الساعة السابعة ليلًا. واجه الهجوم مقاومة فرنسية حازمة من جهة الثغرة الأكبر. أما الرجال الذين هاجموا من جهة الثغرة الأصغر فواجهوا مشاكل أقل، ولذا استطاوا اختراق الجدار، وأصبحوا خلف المدافعين عن الثغرة الأكبر، وهو ما جعل استمرارهم في المقاومة أمرًا ميؤوس منه ليبوء الهجوم بالنجاح التام. كان هناك مدفعان مثبتان على جدار الثغرة الأكبر، وهو ما تسبب بسقوط معظم الضحايا الذين قضوا في الاقتحام.

## التبعات الإستراتيجية
خسرت الحامية الفرنسية 529 فردًا من رجالها ما بين قتيل وجريح، في حين وقع الباقون في الأسر. أما الجيش البرتغالي الفرنسي فخسر موكب الحصار بالكامل ومن ضمنه الـ153 مدفع الذي ظفروا به. أدت الخسارة السريعة لثيوداد رودريغو إلى تخريب حسابات مارمون الذي ظن أن المدينة ستصمد لمدة ثلاثة أسابيع، وهو ما كان سيمنحه الوقت الكافي لحشد قوة إغاثية في شلمنقة. غير أن المدينة سقطت في أقل من أسبوعين، وأحجم مارمون عن محاولة استعادتها لأنه كان يحتاج الاحتفاظ بقواته البالغ قوامها 32 ألف جندي من أجل الدفاع عن البلدات والحصون الأخرى.
نال ويلينغتون لقب الإيرلية وحصل على تقاعدية سخية من البريطانيين.  ومنحه الإسبان لقب دوق ثيوداد رودريغو.
فتَّحَ الاستيلاء على ثيوداد رودريغو الباب أمام احتمالية وجود ممر لشن غزو على إسبانيا من جهة الشمال مرورًا بالبرتغال ووصولًا إلى إسبانيا. كذلك سمح لويلنغتون بالتقدم نحو بطليوس عن طريق الممر الجنوبي، والذي كان من شأن الاستيلاء عليه أن يكون أمرًا أكثر دموية.